# Бобошув
Бобошув (пол. Boboszów, нім. Bobischau) — село в Польщі, у гміні Мендзилесе Клодзького повіту Нижньосілезького воєводства.
Населення — 202 особи (2011).
У 1975-1998 роках село належало до Валбжиського воєводства.

## Демографія
Демографічна структура станом на 31 березня 2011 року:
|          | Загалом | Допрацездатний вік | Працездатний вік | Постпрацездатний вік |
| -------- | ------- | ------------------ | ---------------- | -------------------- |
| Чоловіки | 108     | 19                 | 76               | 13                   |
| Жінки    | 94      | 19                 | 50               | 25                   |
| Разом    | 202     | 38                 | 126              | 38                   |